# Francisco Galache
La ganadería de Francisco Galache (denominada oficialmente D. Francisco Galache de Hernandinos) es una ganadería española de reses bravas, fundada en 1953 por Francisco Galache Cobaleda. El encaste que la conforma en la actualidad es el Vega-Villar, cuyos toros son conocidos como los patas blancas, y es una ganadería referente en su encaste. Las reses pastan actualmente en la finca salmantina de “Hernandinos”, en el municipio de Villavieja de Yeltes; está inscrita en la Unión de Criadores de Toros de Lidia.

## Historia de la ganadería
En torno al año de 1823, cuando se hace la repartición de la ganadería de los Condes de Vistahermosa, siendo la titular la IV Condesa de Vistahermosa, Dña. Luisa de Ulloa y Halcón de Cala, D. Juan Domínguez Ortiz, conocido como El Barbero de Utrera, adquiere gran parte de la ganadería. Tras su fallecimiento en 1834, le hereda su yerno José Arias Saavedra; de esta manera, los dos apellidos dan el nombre a la última de las ramas de la casta Vistahermosa. José muere en 1863, y la ganadería queda dividida en dos partes: un tercio será para Dolores Monge Roldán viuda de Murube, que será el origen del encaste Murube-Urquijo y de la ganadería de Murube, y dos tercios que adquiere Ildefonso Núñez de Prado. Don Ildefonso era Maestrante de Sevilla y senador del Reino, y la mantuvo en su poder hasta 1890 en que la vendió a José Antonio Adalid. Este fue vendiendo en varios lotes su ganado; de todos ellos, uno de los más destacados e importantes fue el que vendió en 1902 al empresario bilbaíno Félix Urcola Ibarra, creador del encaste homónimo, y cuando fallece en 1918 sus hijos hacen varias particiones y la que fue para Curro Molina la vendió en 1928 a Eduardo Pagés, aunque la tuvo apenas dos años ya que en 1930 la adquirió José María Galache.
Un año después de morir José María, en 1939, su viuda doña Caridad Cobaleda Marcos junto con sus hijos compraron la ganadería de José Encinas, con el hierro de José Vega, originando de esta manera la línea Encinas-Galache del encaste Vega-Villar. La ganadería se divide en 1953 entre los tres hijos de Caridad Cobaleda: Francisco, Salustiano y Eusebia. De esta manera queda fundada la actual ganadería, manteniéndose don Francisco Galache al frente de la misma hasta su fallecimiento en el año 2000, cuando sus sobrinos Caridad y José María Cobaleda Galache y Francisco y Manuel Galache Calderón, estando el penúltimo al frente en la actualidad.

### Toros célebres
- Chillón: herrado con el n.º 23 y de 480 kg de peso, lidiado por Morante de la Puebla en Salamanca el 16 de septiembre de 2022, al que realizó una gran faena cortándole una oreja con fuerte petición de la segunda. Premiado con el Trofeo Toro de Oro como el mejor toro de la feria taurina de la Virgen de la Vega.[14][15][16][17]

## Características
La ganadería está formada con toros y vacas de Encaste Vega-Villar en la línea de Encinas-Galache. Atienden en sus características zootécnicas a las que recoge como propias de este encaste el Ministerio del Interior:
- Procede de un cruce de vacas de casta Vazqueña con sementales de Santa Coloma. Los ejemplares son muy brevilíneos y marcadamente elipométricos, presentando perfiles subcóncavos y rectos.
- Son animales de mirada muy expresiva, bajos de agujas, cortos de tronco y bien enmorrillados. Sus encornaduras son muy astifinas, alcanzando gran desarrollo, variando desde corniabiertos y veletos a corniapretados y acapachados. Las extremidades son habitualmente cortas y finas.[19]
- Los pelajes característicos son el berrendo en negro, en cárdeno y en colorado, el negro, el cárdeno, el colorado y el ensabanado. Los accidentales más característicos, aparte del remendado de las pintas berrendas y del alunarado, son aquellos que aparecen en forma de manchas blancas afectando a la cabeza (lucero, estrellado, careto y facado), tronco (aldiblanco, axiblanco, bragado, cinchado, jirón y meano), extremidades (calcetero, calzón) y cola (coliblanco y rebarbo). Todos ellos aparecen con mucha frecuencia en las reses de este encaste.[20][21]

## Premios y reconocimientos
- 2021: Premio Toro de Oro de la feria taurina de la Virgen de la Vega por el toro Gandillito, lidiado por Alejandro Marcos el 12 de septiembre en la plaza de toros de La Glorieta.[22][23]
- 2022: Premio Toro de Oro de la feria de la Virgen de la Vega por Chillón, lidiado por Morante de la Puebla el 16 de septiembre.[17][24]